# Cerkiew Ikony Matki Bożej „Wszystkich Strapionych Radość” w Petersburgu (prospekt Obuchowskoj Oborony)
Cerkiew Ikony Matki Bożej „Wszystkich Strapionych Radość” – cerkiew prawosławna w Petersburgu, położona przy prospekcie Obuchowskoj Oborony 24. Czynna w latach 1898–1932, rozebrana w 1933.
Budynek został wzniesiony w latach 1894–1898 w stylu ruskim, naśladującym architekturę typową dla świątyń Moskwy, według projektu Aleksandra von Gogena i Aleksandra W. Iwanowa. Przyczyną wzniesienia cerkwi było wydarzenie, do jakiego doszło w znajdującej się na jej miejscu drewnianej kaplicy: otoczona kultem kopia Ikony Matki Bożej „Wszystkich Strapionych Radość” miała samoistnie się odnowić. Budynek mieścił jednorazowo 1200 wiernych. Wieńczyło go pięć cebulastych kopuł usytuowanych ponad dwoma rzędami kokoszników. W 1913 T. Szczełkow wykonał we wnętrzu dekorację malarską.
Cerkiew została zamknięta w 1932 i rok później rozebrana. W 1938 zlikwidowano również stojącą obok kaplicę, którą w latach 1907–1909 wzniesiono dla czczonej w świątyni ikony. Budynek ten przetrwał i w 1991 został zwrócony Rosyjskiemu Kościołowi Prawosławnemu jako placówka filialna monasteru Trójcy Świętej w Zieleńcu.